# Gamasellus tindalei
Gamasellus tindalei är en spindeldjursart som först beskrevs av Lee 1966.  Gamasellus tindalei ingår i släktet Gamasellus och familjen Ologamasidae. Inga underarter finns listade i Catalogue of Life.